# Římskokatolická farnost Bílovec
Římskokatolická farnost Bílovec je farnost římskokatolické církve v děkanátu Bílovec ostravsko-opavské diecéze.
Farním a děkanským kostelem je kostel svatého Mikuláše, původně zřejmě dřevěný, ale již kolem roku 1400 nahrazený kamennou stavbou, která byla poté mnohokrát přestavována. V Bílovci je rovněž bývalá špitální kaple svaté Barbory, doložená roku 1456. Je to původně pozdně gotická stavba byla okolo roku 1726 barokně přestavěna a v současnosti má i moderní přístavbu z roku 1990; nyní neslouží k bohoslužebným účelům, ale jako městská obřadní síň.
Bohoslužby se naopak konají ve filiálním kostelu svatého Jakuba ve Staré Vsi, který existoval již ve 13. století, i když doložen je až v 15. století, a byl podstatně přestavěn roku 1714. Poutní mše se příležitostně konají i v kapli svatého Martina (z roku 1905) v osadě Dolní Nový Dvůr u Bravinného.

## Historie
Farní kostel existoval v Bílovci patrně již od založení města v první čtvrtině 14. století, první jistá zmínka o kostele je však z roku 1422 a o farnosti z roku 1440, kdy se zmiňuje farář Martin. Od 40. let 16. století do Bílovce proniká luteránství a od roku 1558 zdejší farář Jiljí Taschner propagoval pod záštitou vrchnosti (pánů Pražmů z Bílkova) přes protesty olomouckého biskupa luterskou víru. Posledním evangelickým pastorem působícím v Bílovci byl Peter Reich (1620–1623), od roku 1628 zde působili opět katoličtí faráři, z nichž prvním byl Augustin Sokolovský ze Sokolova. Zdejší farář a člen fulneckého augustiniánského kláštera Augustin Irmler (1669–1683) se stal prvním bíloveckým děkanem.
Patronát farnosti držela původně vrchnost, tj. majitelé panství Bílovec. Když však byl Bernard Pražma z Bílkova po roce 1620 odsouzen k smrti a panství mu bylo konfiskováno, ponechal si patronátní právo k farnosti i po prodeji panství novým majitelům olomoucký biskup, který je vykonával do roku 1789, kdy přešlo na náboženskou matici.
Obvod farnosti se omezoval většinou pouze na samotné město Bílovec a stavebně propojenou ves (v podstatě předměstí) Radotín. V době nedostatku kněží po třicetileté válce byl k bílovecké farnosti přičleněny rovněž:
- Velké Albrechtice, jež získaly samostatnou duchovní správu roku 1784,[8]
- Jistebník, jenž získal samostatnou duchovní správu roku 1781/1784,[9]
- Lubojaty, jež získaly samostatnou duchovní správu roku 1784,[10]
- Slatina, jen přechodně v letech 1690–1692, jinak většinou samostatná farnost,[11]
- Bílov od roku 1784, samostatnou duchovní správu získal roku 1814.[12]

Počátkem 20. století pak byly k bíloveckému farnímu obvodu přičleněny obce Bravinné a Stará Ves s filiálním kostelem, které do té doby patřily k farnosti Slatina.
Od druhé světové války jsou z Bílovce excurrendo administrovány některé okolní farnosti; k roku 2020 to byly farnosti Bílov a Velké Albrechtice. Farářem a současně děkanem je P. ThLic. Mgr. Dariusz Adam Jędrzejski.
Farnost Bílovec patřila nejprve k opavskému děkanátu, roku 1670 byl zřízen nový děkanát se sídlem v Bílovci, který dosud existuje. S ním patřila farnost do roku 1996 k (arci)diecézi olomoucké, od uvedeného roku pak k nově vytvořené diecézi ostravsko-opavské.
V roce 1836 bylo ve farnosti 4063 římských katolíků (vedle šesti evangelíků a 17 židů), o něž se starali tři duchovní. V roce 1859 to bylo 4954 římských katolíků (vedle pěti evangelíků a 23 židů).V roce 1930 žilo ve farnosti 6353 obyvatel, z čehož 6063 (95 %) se přihlásilo k římskokatolickému vyznání.

## Bohoslužby
| Kostel                  | Místo                      | Bohoslužba (den)                                 | Hodina                           | Poznámka        |
| ----------------------- | -------------------------- | ------------------------------------------------ | -------------------------------- | --------------- |
| kostel svatého Mikuláše | Bílovec                    | pondělí úterý středa čtvrtek pátek sobota neděle | 19.00 7.00 19.00 7.00 19.00 9.00 | farní kostel    |
| kostel svatého Jakuba   | Stará Ves                  | neděle                                           | 10.30                            | filiální kostel |
| kaple svatého Martina   | Bravinné – Dolní Nový Dvůr | zpravidla první neděle v měsíci                  |                                  | kaple           |